# ボルドーの義兄
『ボルドーの義兄』（ボルドーのぎけい）は、日本の小説家多和田葉子による小説である。
雑誌『群像』の2009年1月号に掲載された。単行本は、2009年3月5日に講談社より刊行された。装丁は、山田拓矢による。本作は、当初はドイツ語で執筆され、その後に日本語に翻訳されたという経緯をもつ。本作は、ひとまとまりのテキストの前に、1文字の漢字が左右反転して配置されているという構成をとっている。
書評家の相川藍は、「新しい言葉、知らない言葉を舌にのせるときの甘美な違和感は、多和田葉子の真骨頂だ。初めて口にする単語の、みずみずしさと見境のなさといったら！」「ものすごく本質的で重要なことがたくさん書かれていると思う」と評価している。

## あらすじ
ある年の夏に、ドイツのハンブルクの大学に通っている日本人留学生、優奈は、ブリュッセルの駅を経由してフランスのボルドーに到着する。ハンブルクで何十年もフランス文学を教えているレネの紹介で、ボルドーに住居を構えているが、夏の休暇の間にそこを留守にするレネの義兄、モーリスの家を、優奈がフランス語を学習するために使っても良いことになる。家を訪問した優奈は、そこで、過去に友達や知り合いから伝え聞いたことや、自分自身が過去に見聞きしたことや体験したことなどを思い返す。

## 主な登場人物
優奈
ハンブルクの大学に通う学生。
レネ
フランス文学者。優奈の友人。
モーリス
レネの義兄。小説家。